# Карпато-русский освободительный комитет
«Карпа́то-ру́сский освободи́тельный комите́т» (КРОК) — общественно-политическая организация, образованная 11 августа (29 июля) 1914 года в начале Первой мировой войны находившимися в Киеве галицкими русофилами при поддержке командования Юго-Западного фронта Русской императорской армии. Распущен 22 (9) сентября 1914 года.

## Состав
- Председатель — Ю. Яворский;
- Члены бюро — М. Глушкевич, Ю. Секало, М. Сихоцкий;
- Секретарь — С. Лобенский[1].

## Цели и задачи
Комитет ставил задачу информировать действующую Русскую императорскую армию и русскую общественность о галицких делах, заниматься беженцами и военнопленными из русских галичан, а также, по возможности, осуществлять непосредственное руководство национально-культурной и политической жизнью в занятой русскими войсками Галиции.
Энциклопедия истории Украины определяет создание комитета пропагандистскими целями.

## История
В день своего основания 11 августа (29 июля) 1914 года Комитет принял прокламацию к галичанам, напечатанную тиражом 50 тысяч экземпляров, в которой содержался призыв способствовать деятельности русской армии в Восточной Галиции.
19 (6) августа Комитет восстановил на базе типографии штаба Киевского военного округа выпуск газеты «Прикарпатская Русь», которая позже была перенесена во Львов. Комитет причастен к изданию в августе 1914 предназначенной для офицеров русской армии секретной брошюры «Современная Галичина. Этнографическое и культурно-политическое состояние ее в связи с национально-общественными настроениями». Брошюра, в частности, содержала призыв к офицерам распознавать среди местного населения Галичины врагов —  «мазепинцев» — и отделять их от местных «русских» (русофилов).
22 (9) сентября 1914 года Комитет самораспустился, передав во Львове свои полномочия «Русскому народному совету Прикарпатской Руси».